# Fulgencio Batista
Pour les articles homonymes, voir Batista et Zaldívar (homonymie).
Rubén Fulgencio Batista y Zaldívar, né le 16 janvier 1901 à Banes (Cuba) et mort le 6 août 1973 à Marbella en Espagne, est un militaire et homme d’État cubain, nommé colonel en 1933. Élu à la présidence de la république de Cuba en 1940, il respecte les règles démocratiques lors de ce premier mandat. Il ne se représente pas en 1944, mais le candidat qu'il soutient est battu par Ramón Grau San Martín. En novembre 1948, il est élu sénateur. Il revient au pouvoir à la suite d'un coup d'État en 1952 puis il est élu sans opposition comme chef d'État en 1954.
Il est chassé du pouvoir et du pays en 1959 lors de la révolution cubaine dirigée par Fidel Castro.

## Biographie
Fulgencio Batista y Zaldívar naît à Banes à Cuba le 16 janvier 1901, moins de trois ans après que sa terre natale fut libérée de l'emprise espagnole et moins de deux ans avant qu'elle devienne une république indépendante. Son père, Belisario Batista Palerma, était un paysan d'ethnie arawak. Ses deux parents sont morts avant qu'il n'atteigne l'âge de treize ans.
Il quitta alors l'école pour devenir apprenti couturier. Fulgencio Batista travailla dans des productions de canne à sucre pour ensuite étudier dans le but de devenir barbier. Finalement, il s'engagea dans l'armée à l'âge de vingt ans.

### Coup d’État contre le gouvernement des 100 jours
Alors que Fulgencio Batista n'était qu'un simple sergent de l'armée, il joua un rôle décisif dans « la révolte des sergents » de 1933, conséquence d'un profond mécontentement existant dans l’armée concernant leurs soldes, leur évolution de carrière et leurs conditions matérielles. La conspiration militaire menée par le sergent Pablo Rodriguez, concomitante à une forte mobilisation étudiante, débouche sur le renversement du gouvernement dictatorial de Gerardo Machado et la mise en place d'un gouvernement dit « des Cent Jours (es) » mené par Ramón Grau San Martín. Celui-ci propulse une série de réformes d'orientation nationaliste et sociale, comprenant la réduction du temps de travail, le droit de vote des femmes, des nationalisations d’intérêts économiques étrangers et l’affirmation de la souveraineté cubaine.
Heurtés par ces mesures, les États-Unis rejettent la légitimité du gouvernement cubain, auquel ils ne concèdent aucune reconnaissance diplomatique, et flattent les ambitions individuelles de certains militaires haut-gradés, parmi lesquels Batista, devenu colonel. Le 15 janvier 1934, une junte militaire présidée par Batista renverse le gouvernement provisoire et met en place un régime pro-américain. Si Batista n'a pas de fonctions dans la hiérarchie organique du gouvernement, il est, en tant que chef d'état-major, l'éminence grise des présidents successifs Carlos Mendieta et Miguel Mariano Gomez et le véritable maître de Cuba. Le journaliste Pablo de la Torriente Brau, membre de l’« Aile gauche étudiante » écrivait de lui à un ami, en 1936 : « Si nous lui dénions le courage personnel, nous ne pouvons nier ses autres qualités de dirigeant. Il a l’imagination d’un sténographe, c’est-à-dire la capacité d’interpréter rapidement un signe trompeur, un paragraphe dépourvu de sens, ou, en politique, une situation difficile. D’un autre côté, il a les attributs d’un démagogue : c’est un bon orateur, un homme de projets, il connaît le secret du sourire et de la poignée de main. Il s’est lui-même construit, imposé, et perfectionné […]. Il est sans aucun doute devant une situation difficile et nous ne devrions pas oublier qu’à Cuba, aujourd’hui, il est peut-être l’homme politique le plus habile, qu’il sait résoudre les problèmes, et qu’au moment de mesurer ses forces, il n’oublie jamais de mesurer celles de ses adversaires ».
Les syndicats cubains organisent en mars 1935 une importante grève générale avec le soutien du Parti communiste et du Parti authentique pour obtenir le renversement du régime. Les transports et l’économie sont bloqués pendant plus de deux jours mais la grève finit désarticulée par la répression : plusieurs grévistes sont tués, la plupart des syndicats dissous et des figures de l'opposition partent en exil. En mai, Antonio Guiteras, ancien ministre sous le Gouvernement des Cent Jours et dirigeant de l'organisation Jeune Cuba est assassiné par des agents du gouvernement.

### Élection à la présidence de la république de Cuba

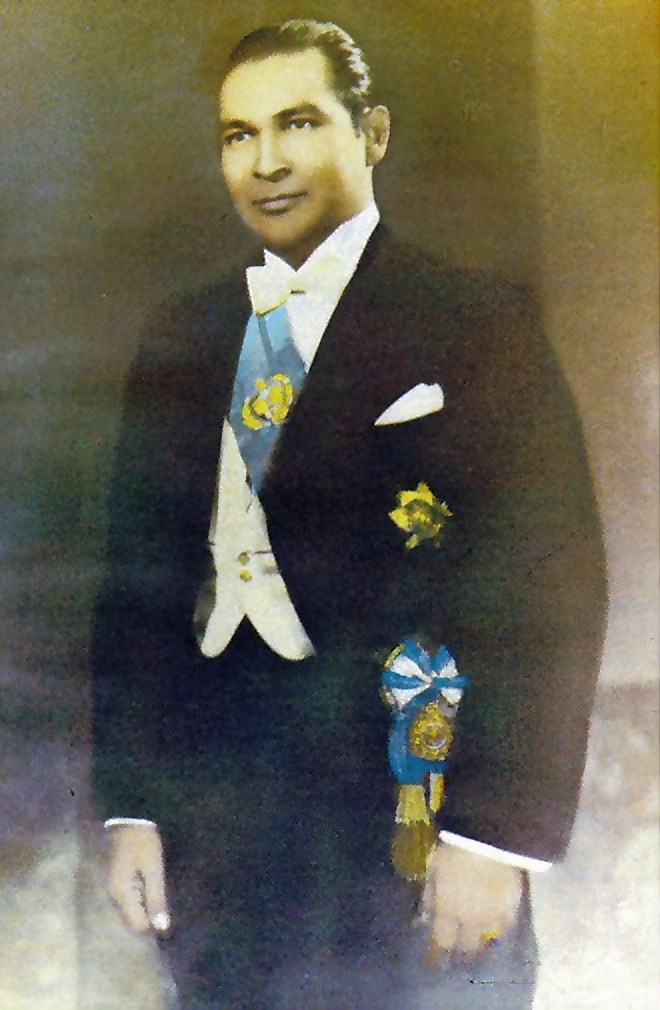
Fulgencio Batista en 1940.

Il introduit une constitution modelée sur celle des États-Unis et, candidat d'une coalition hétéroclite mêlant sociaux-démocrates, conservateurs et le Parti communiste cubain. Il est élu président de la république de Cuba le 14 juillet 1940 face à Ramón Grau San Martín du Parti révolutionnaire cubain. Soucieux d'afficher sa rupture avec les partis corrompus qui ont accaparé le pouvoir depuis l'indépendance, il appela successivement deux communistes au gouvernement mais sans portefeuille attribué, d'abord le poète Juan Marinello et quand ce dernier se présente à des élections sénatoriales, il est remplacé par Carlos Rafael Rodríguez, un des futurs responsables du pouvoir castriste. Durant ces quatre ans de présidence, il respecte les règles démocratiques.
Il permit aux États-Unis d’utiliser les espaces aérien, maritime et terrestre de Cuba, de disposer de plusieurs bases aériennes et navales à usage exclusif durant la Seconde Guerre mondiale, sans traitement de réciprocité. En 1941, Cuba déclare la guerre à l’Allemagne.
En 1944, Fulgencio Batista ne se représente pas et Carlos Salagrinas, le candidat qu'il soutient, est battu par Ramón Grau San Martín. Par une lettre publique, les communistes cubains saluèrent l’« œuvre » de Batista, lorsqu’il quitta la présidence en 1944 : « Nous avons commencé notre collaboration avec vous au milieu de 1938, quand vous étiez encore chef de l’armée constitutionnelle (…). En 1940, (…) nous avons contribué à votre élection par notre soutien enthousiaste, par la mobilisation de notre parti et par nos votes. (…) Au moment où vous quittez la présidence, nous voulons réaffirmer que vous avez notre affection, notre respect et notre estime pour vos principes d’homme d’État démocratique et progressiste ». Le poète Pablo Neruda célèbre lui aussi Fulgencio Batista comme « capitaine des îles » et « homme du peuple »,.

### Coup d’État
Fulgencio Batista se retire à Daytona Beach (Floride, États-Unis) de 1945 à 1949. Le 28 novembre 1948, il est élu sénateur de Las Villas, une ville et une province du centre. En 1952, il se présente à l’élection présidentielle mais les sondages alors publiés lui sont nettement défavorables, le plaçant derrière Roberto Agramonte (es) (candidat du Parti orthodoxe et favori de l’élection) et Aurelio Hevia (es) du parti de l'ancien président Grau San Martín. La CIA organise des actions de déstabilisations politiques dans l'île afin d'instaurer un climat propice à un coup d’État[réf. nécessaire]. Celui-ci a lieu le 10 mars 1952, soutenu par une frange de l'armée à laquelle Batista promet des augmentations de soldes. Revenu au pouvoir, il fait quintupler le salaire présidentiel, suspend la constitution, rétablit la peine de mort[pertinence contestée] et interdit le droit de grève. Un « Bureau de répression des activités communistes » est instauré pour consolider l'autorité de son régime. L'historien Pierre Rigoulot affirme que « présenter Batista comme une brute sanguinaire, par exemple, fait partie du credo castriste », certifiant que ce dernier « n’avait pas l’âme d’un grand dictateur ».
Pendant deux ans, il est le président par intérim. Si le nouveau gouvernement est rapidement reconnu par plusieurs pays, dont les États-Unis, il est cependant contesté à l'intérieur. Ainsi, le 26 juillet 1953, des rebelles menés par un avocat, Fidel Castro, tentent sans succès de prendre d'assaut la caserne de Moncada à Santiago de Cuba pour entraîner une insurrection. Trois partisans de Castro meurent au combat, 68 autres sont capturés et exécutés sommairement. Castro est lui-même arrêté par un groupe de soldats mais leur sergent désobéit à ses instructions et remet ses prisonniers aux autorités judiciaires. Lors du procès des survivants le cas de Fidel Castro fut disjoint. Il assura lui-même sa défense et fut condamné à quinze ans de prison avant d’être amnistié dix-huit mois plus tard.
En 1954, Batista est élu président de la République sans opposition après le retrait de l'ex-président Ramon Grau San Martin qui appelle au boycott, pour protester contre la corruption du régime. Après cette élection Fulgencio Batista décide de gracier et libérer Fidel Castro et ses partisans, qui quittent alors Cuba.

### Relation avec la Mafia

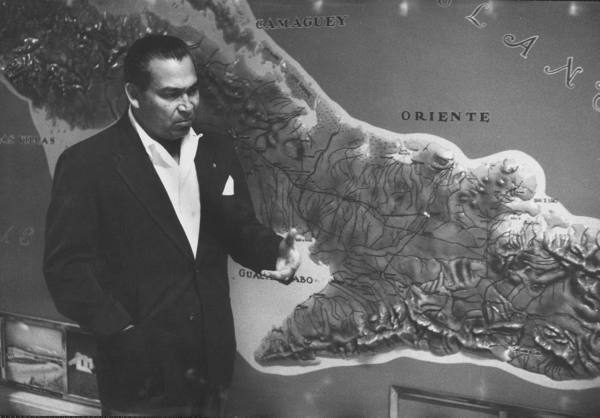
Fulgencio Batista en 1957.

Le jeu et la prostitution, contrôlés par les gangs nord-américains et notamment la Mafia (grâce aux relations entre Batista et le parrain mafieux Lucky Luciano), se développent. Batista négocie avec Cosa nostra la construction de casinos et d'hôtels de luxe par l’État cubain, mais administrés exclusivement par la mafia. L'aéroport militaire de La Havane est utilisé comme plate-forme de transit pour le trafic de drogue grâce à l’emplacement stratégique de Cuba, et pour alimenter en cocaïne et héroïne les clubs de la capitale. Ces activités procurent au régime des recettes considérables et Batista et ses proches en tirent des bénéfices personnels. La capitale cubaine accueille même en décembre 1946 une conférence au sommet des chefs mafieux nord-américains qui rassemble plus d'un millier de participants et constitue la plus importante du genre,.
Selon le journaliste du Washington Post Karl E. Meyer, La Havane devient « une sorte de bordel pour les Nord-américains ». L'historien Arthur Schlesinger évoque également une ville « transformée en un grand casino et bordel pour les hommes d’affaires américains ». L'universitaire Samuel Farber relativise cette analyse considérant que l'importance économique que les États-Unis accordaient aux casinos et au tourisme était exagérée en raison d'une perception coloniale de Cuba.

### Révolution cubaine

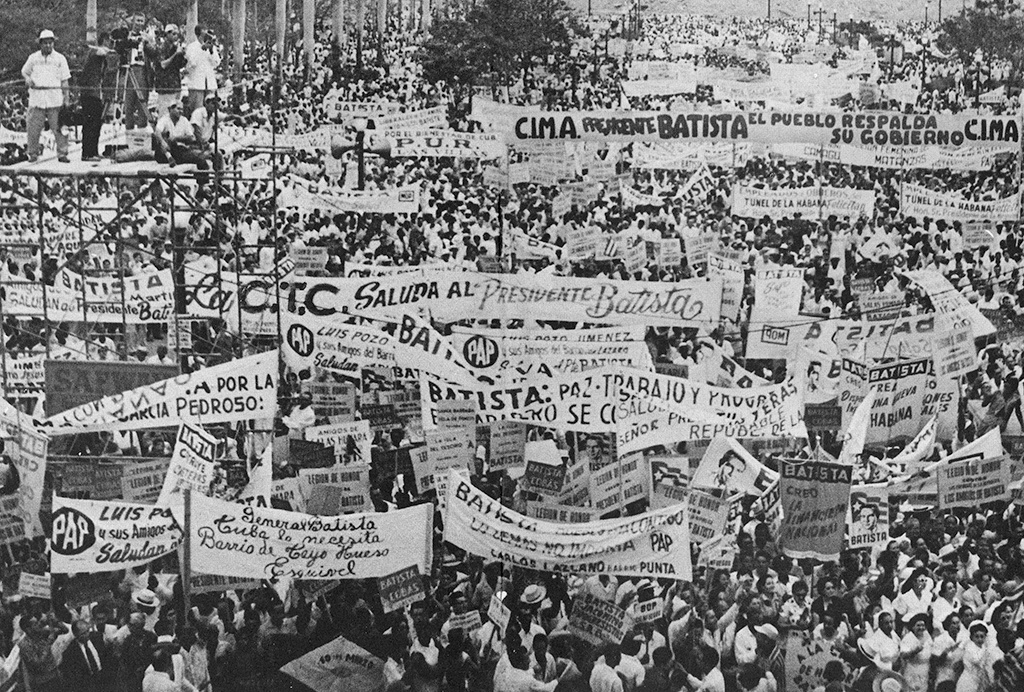
Manifestation de soutien à Batista en 1957 après l'attaque du palais présidentiel.

Castro revient à Cuba dès décembre 1956 et reprend ses activités révolutionnaires pour déposer Batista, soutenu par une partie croissante de la population, notamment dans la province d'Oriente (en). La répression est brutale : « Pour chaque bombe qui explosait, deux prisonniers étaient sortis de prison et exécutés sommairement. Une nuit à Marianao, un quartier de Havane, les corps de 98 prisonniers politiques furent répandus à travers les rues, criblés de balles », selon le correspondant du Chicago Tribune. Le 8 avril 1958, une grève générale est déclenchée dans la capitale mais, peu suivie en raison de son caractère improvisé, est facilement écrasée. De cent cinquante à deux cents grévistes sont tués et des centaines d'autres arrêtés. Dans les campagnes, des cadavres de guérilleros torturés sont accrochés aux arbres par les troupes gouvernementales.
En mai 1958, Batista lance 12 000 hommes contre la guérilla castriste lors de l’« offensive d’été » qui échoue trois mois plus tard. Castro mène alors une contre-offensive qui débouche sur une guerre civile le long de la Sierra Maestra dans l’est jusqu’au centre du pays, empêchant la récolte saisonnière de la canne à sucre. Le 28 décembre 1958, une partie de la population de Santa Clara apporte son aide aux guérilleros. Dans les jours qui suivent, ces derniers s'emparent de grandes quantités d’armes et des points stratégiques de la ville.
Le 1er janvier 1959, Fulgencio Batista s'enfuit à Saint-Domingue avec sa famille et ses proches et quarante millions de dollars. Son départ est suivi par l'entrée à La Havane de quelques milliers de guérilleros partisans de Fidel Castro. Un nouveau président, Manuel Urrutia, est nommé ; Fidel Castro devient commandant en chef de l'armée puis Premier ministre le 16 février 1959. La chute du régime n'entraine pas de violences comparables à celles qui avaient suivi le renversement du dictateur Gerardo Machado en 1933, ou de Marcos Pérez Jiménez qui venait de se produire, en 1958, au Venezuela. À La Havane cependant, il y a pillage et destruction des parcmètres, dont il était de notoriété publique que les revenus allaient non à l’État mais à l'épouse de Batista, Marta Fernandez Miranda de Batista.

### Bilan humain
Aux États-Unis, l'administration républicaine Eisenhower a soutenu Batista jusqu'en mars 1958. Mais pressé par des informations de plus en plus nombreuses sur les crimes du régime, lui coupa les livraisons d'armes. 
Selon Jeannine Verdès-Leroux, auteur de La Lune et le Caudillo. Le rêve des intellectuels et le régime cubain (1959-1971), « les intellectuels et journalistes français ont martelé sans fin le chiffre truqué de 20 000 morts. Castro a seulement parlé, dans son rapport au 1er Congrès du P.C. cubain, d’un nombre « incalculable » de victimes. Les spécialistes s’accordent pour conclure que le chiffre de 2 000 morts est un grand maximum ».  Madame Verdès-Leroux déclare avoir tenté une évaluation en utilisant des sources publiées au tout début du castrisme, en les confrontant à la masse des chiffres donnés lors de cérémonies pour les victimes, et n’atteint pas le total de deux mille. De plus, selon elle, ces morts avaient toutes les origines : policiers et militaires tués par des opposants à Batista, militants politiques pro-Batista ou personnes accusées de trahison, assassinées par le mouvement du 26 Juillet (M-26) de Castro, etc.,. Pourtant, le 6 octobre 1960 John F. Kennedy pendant sa campagne électorale qui critiquait tout à la fois le laxisme de l'administration républicaine vis-à-vis de Fidel Castro et son soutien passé à la dictature militaire, communiqua  également le chiffre de 20 000 personnes assassinées par le régime de Batista.
Batista passa le reste de sa vie en exil, d'abord au Portugal, puis en Espagne à Guadalmina, une station balnéaire de Marbella, où il mourut le 6 août 1973 d'une crise cardiaque.

## Vie privée
En 1926, il se marie avec Elisa Godínez Gómez de Batista (en), avec qui il a trois enfants : Mirta Caridad (1927-2010), Fulgencio Rubén (1933-2007) et Elisa Aleida (née en 1933). Il reconnaît aussi légalement une fille hors mariage, Fermina Lazara Batista y Estévez. Il divorce en 1945 et se remarie avec Marta Fernandez Miranda de Batista, qui le suit dans son exil. Ils ont cinq enfants : Jorge Luis, Roberto Francisco, Fulgencio José, Marta Maluf Batista et Carlos Manuel (mort en 1969 d'une leucémie).

## Dans la culture populaire
- Dans la bande dessinée Qui a tué le Président ? de la série uchronique Jour J, Fulgencio Batista n’a pas été renversé par Fidel Castro et ses affidés. Il complote avec le secrétaire d’État américain Henry Kissinger pour faire assassiner le président Richard Nixon[19].
- Il est aperçu dans le film Le Parrain, 2e partie, au moment du nouvel an 1959, où il annonce sa démission aux invités du palais présidentiel.

## Ouvrages de Fulgencio Batista
- 1939 : Estoy con el Pueblo, La Havane.
- 1944 : Revolución social o política reformista.
- 1946 : Sombras de América: problemas económicos y sociales.
- 1960 : Respuesta. Manuel León Sánchez S.C.L., Mexico (traduction anglaise sous le titre Cuba Betrayed: The Growth and Decline of the Cuban Republic, Vantage Press, New York (ASIN B0007DEH9A), 1962).
- 1961 : Piedras y leyes, Mexico (traduction anglaise sous le titre The Growth and Decline of the Cuban Republic, Devin-Adair Company, New York (ISBN 0-8159-5614-2), 1964).
- 1962 : Paradojas (réédité sous le titre Paradojismos).
- 1964 : Cuba víctima de las contradicciones internationales.
- 1962 : To Rule is to Foresee, chapitre de l'ouvrage collectif Tres Años, Mexico, Defensa Institucional Cubana, 1962 (ASIN B0007IYHK4).